# Bitka pri Lenud's Ferry
Bitka pri Lenud's Ferry (/lənjuː/) je bila bitka ameriške revolucionarne vojne, ki se je odvijala 6. maja 1780 v današnjem okrožju Berkeley v Južni Karolini.
Vsi britanski vojaki, ki so sodelovali v bitki pri Lenud's Ferryju, so bili pravzaprav lojalisti, ki so se rodili in odraščali v koloniji provinci Južna Karolina, z edino izjemo njihovega poveljnika Banastre Tarletona. Enota je bila znana kot Lojalistična "Britanska legija", pod poveljstvom podpolkovnika Banastre Tarletona. Britanska legija je razpršila četo Patriotske milice pri Lenud's Ferryju, mejnem prehodu na reki Santee, severno od katerega leži današnje okrožje Georgetown, Južna Karolina.

## Ozadje
General Sir Henry Clinton je prispel pred Charleston, Južna Karolina konec marca 1780 in začel priprave na obleganje kot uvodni korak v britanskem načrtu za prevzem nadzora nad Severno in Južno Karolino. Mesto so branile čete kontinentalne vojske pod poveljstvom generala Benjamina Lincolna. Mnogi uporniki, ki so se borili v bitki pri Lenud's Ferryju, so bili preživeli bitke pri Monck's Cornerju.
Kot del svojega načrta, da bi Lincolnu odrezal poti pobega iz Charlestona, je Clinton poslal čete pod poveljstvom lorda Cornwallisa, da bi poiskale mesta, kjer bi lahko ovirale ali blokirale morebitne premike kontinentalne vojske severno od mesta. Cornwallis se je namestil blizu razcepa reke Wando in poslal patrulje, da bi opazovale območje.
Enota podpolkovnik Williama Washingtona je sredi aprila v bitki pri Monck's Cornerju bila razpršena s strani lojalistične konjenice podpolkovnika Banastre Tarleton in Britanske legije. Te čete so se nekaj tednov pozneje pregrupirale severno od reke Santee, kjer so prišle pod poveljstvo polkovnika Anthonyja Waltona Whita, ki je pred kratkim prispel s četo dragoncev iz Virginije. White je 5. maja prečkal Santee na sondiranju proti jugu, medtem ko je polkovnik Abraham Buford ostal na severni strani. Približno 6,4 km severno od potoka Awendaw Creek so ujeli 18 britanskih vojakov in se z ujetniki vrnili v Santee pri Lenud's Ferryju. Tarleton se je slučajno znašel na patrulji s 150 dragonci, ki so se odpravljali proti Lenud's Ferryju, ko je za to izvedel od lokalnega lojalista patriotskega gibanja.

## Bitka
Tarleton se je čim hitreje pognal do prečkanja reke. White ni imel patrulj ali izvidnikov, zato so bili njegovi možje popolnoma nepripravljeni, ko se je Tarleton približal. Veliko število mož je bilo žrtev, pet častnikov in 36 mož, medtem ko so se White, Jamieson in Washington pridružili drugim pri begu čez reko. Tarleton je izgubil 2 moža in 4 konje.
Po Tarletonovih besedah sta »odpor in pokol kmalu prenehala, ker so bili popolnoma presenečeni ... Vsi konji, orožje in oprema Američanov so bili ujeti. Polkovniki White, Washington in Jamieson so z nekaj častniki in možmi izkoristili plavanje, da bi pobegnili, medtem ko so mnogi, ki so želeli slediti njihovemu zgledu, poginili v reki.«

## Posledice
Cornwallis je trdil, da je ta akcija »popolnoma uničila njihovo konjenico«. Bitka je pokazala, da so Britanci nadzorovali severne poti za pobeg iz mesta Charleston. Lincoln je 12. maja predal mesto in svojo vojsko, več kot 5000 mož.